# توکل‌آباد (خاتون‌آباد)
توکل‌آباد (خاتون‌آباد)، روستایی از توابع بخش مرکزی شهرستان شهربابک در استان کرمان است.

## جمعیت
این روستا در دهستان خاتون‌آباد قرار دارد و براساس سرشماری مرکز آمار ایران در سال ۱۳۹۵، جمعیت آن ۱۴ نفر (۶ خانوار) بوده‌است.